# Палмер, Роунделл, 1-й граф Селборн
Раунделл Палмер, 1-й граф Селборн (англ. Roundell Palmer, 1st Earl of Selborne; 27 ноября 1812 — 4 мая 1895) — английский юрист и политик. Он дважды занимал пост лорда-канцлера Великобритании (1872—1874, 1880—1885).

## Происхождение и образование
Родился 27 ноября 1812 года в Миксбери в Оксфордшире. Второй сын Уильяма преподобного Джоселина Палмера (1778—1853). Его мать Доротея была дочерью преподобного Уильяма Раунделла из Гледстоун-холла, Йоркшир. Уильям Палмер и Эдвин Палмер были его братьями. Он получил образование в школе Регби и Винчестерском колледже.
Палмер поступил в Оксфордский университет, поступил в Крайст-черч, перешёл в Тринити-колледж после получения там стипендии и стал научным сотрудником Колледжа Магдалины в 1834 году. Он получил степень бакалавра в 1834 году и степень магистра в 1836 году. В Оксфорде он стал близким друг гимниста и богослова Фредерика Уильяма Фабера. В Оксфорде он выиграл премию канцлера по латинскому стиху в 1831 году, ирландскую стипендию по греческому языку и премию Ньюдигейта в 1832 году, стипендию Элдона по праву в 1834 году и премию канцлера по латинскому эссе в 1835 году. Он был президентом Оксфордского союза в 1832 году.

## Политическая карьера
Роунделл Палмер поступил в коллегию адвокатов в Линкольнс-Инн 1837 году. Он предпочитал практику в коллегии адвокатов и избегал присяжных. С 1840 по 1843 год он был ведущим писателем «The Times». Он был избран в Палату общин от Плимута в 1847 году. Будучи пилитом, он потерпел поражение в 1852 году, но был возвращён на дополнительных выборах в следующем году. Он потерял своё место в 1857 году и снова потерпел поражение в 1859 году.
В 1861 году Палмер был назначен генеральным солиситором в правительстве лорда Палмерстона и был избран в Палату общин от Ричмонда, получив рыцарское звание. В 1863 году он был назначен генеральным прокурором и продолжал занимать эту должность под руководством лорда Рассела после смерти Палмерстона в 1865 году до поражения правительства в 1866 году. Его должность королевского юриста означала, что ему приходилось решать многие вопросы международного права, возникшие в результате Гражданской войны в США, включая дело Алабамы.
Будучи одним из первых последователей Уильяма Гладстона, Палмер порвал с ним отношения из-за упразднения Ирландской церкви. После того, как либералы вернулись на выборах 1868 года, он отказался от предложений Гладстона назначить его либо лордом-канцлером, либо лордом-главным судьёй, предпочитая иметь возможность выступать против упадка Ирландии в качестве члена парламента. Он был ведущим адвокатом Великобритании в Трибунале по претензиям Алабамы в Женеве.
Несмотря на его продолжающуюся оппозицию правительству по ирландским и церковным вопросам, Роунделл Палмер был назначен 15 октября 1872 года лордом-канцлером при премьер-министре Гладстоне. Он был назначен бароном Селборном из Селборна в графстве Саутгемптон и был приведён к присяге в Тайном совете. Его первое пребывание на посту ознаменовалось принятием Закона о судебной власти 1873 года, который реорганизовал английскую судебную систему. Селборн снова занимал пост лорда-канцлера при Гладстоне в 1880—1885 годах. В последний год он учредил департамент лорда-канцлера. В 1882 году он был назначен виконтом Уолмером из Блэкмура в графстве Саутгемптон и графом Селборном.
После падения Гладстона в 1885 году Селборн стал все больше встревожен предполагаемыми радикальными тенденциями внутри Либеральной партии. В конце концов он порвал с Гладстоном из-за ирландского самоуправления, отказавшись от повторного назначения на пост лорда-канцлера, когда либералы вернулись к власти в 1886 году, и присоединившись к либеральным юнионистам.

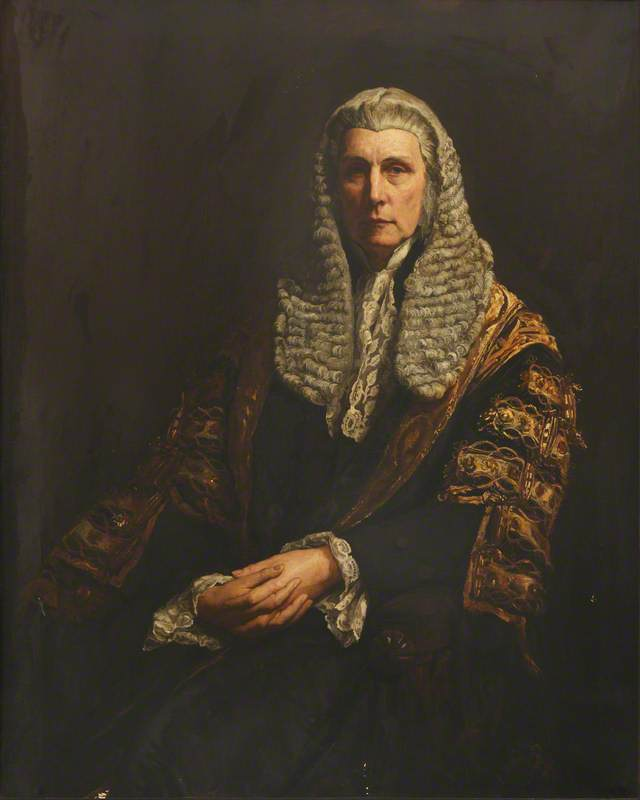
Лорд Селборн в роли лорда-канцлера, Уолтер Уильям Улесс.

Лорд Селборн был избран членом Королевского общества в июне 1860 года. Он был почётным членом Колледжа Магдалины в Оксфорде и почётным студентом Крайст-Черч в Оксфорде, верховным стюардом Оксфордского университета и лордом-ректором Университета Сент-Эндрюс.

## Судебные решения
- Барнс против Адди (1874) LR 9 Ch App 244
- L’Union St. Jacques de Montreal против Белиля (1874 г.), 6 LRPC 31, [1874] UKPC 53 (PC).
- Фоукс против Пива [1884] UKHL 1, [1881-85] All ER Rep 106, (1884) 9 App Cas 605; 54 LJQB 130; 51 ЛТ 833; 33 WR 233 — ведущее дело Палаты лордов о правовой концепции рассмотрения.

## Семья

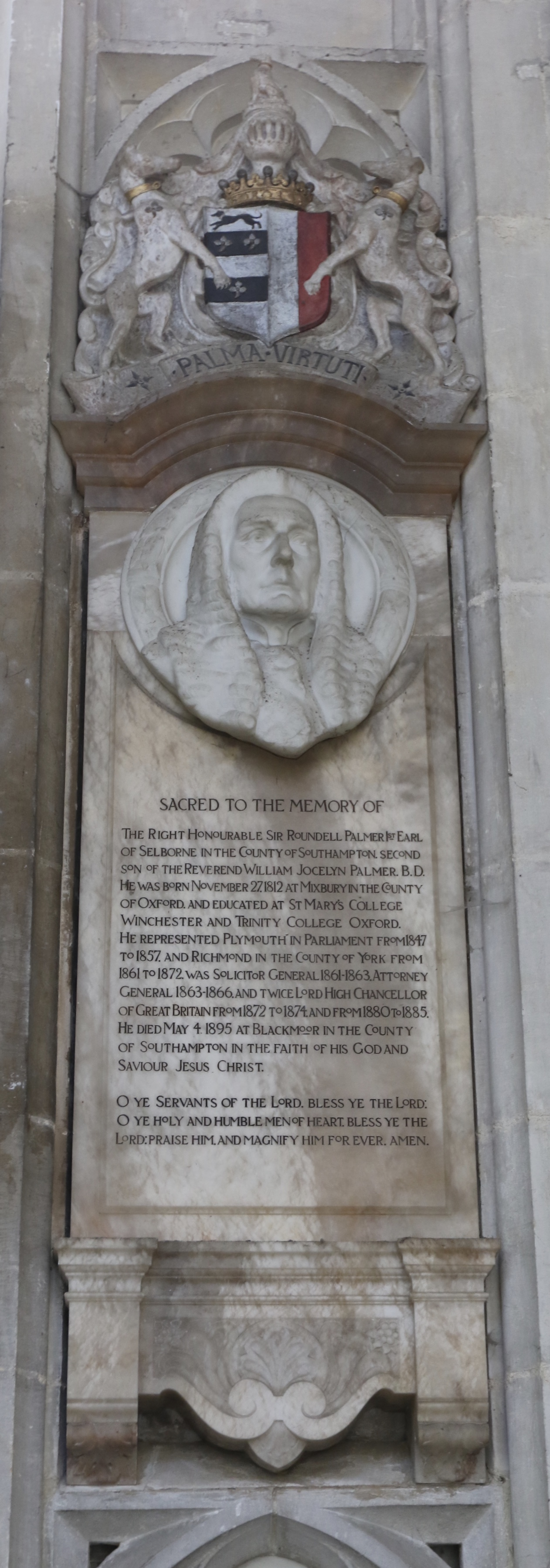
Мемориал в Винчестерском соборе

2 февраля 1848 года лорд Селборн женился на леди Лоре (? — 10 апреля 1885), дочери Уильяма Уолдегрейва, 8-го барона Уолдегрейва, и Элизабет Уитбред. У супругов было пятеро детей:
- Леди Лора Элизабет Палмер (16 марта 1849 — 22 мая 1939), писательница и социальный реформатор. В 1876 году вышла замуж за Джорджа Риддинга (1828—1904), первого епископа Саутвелла[6] .
- Леди Мэри Доротея Палмер (25 марта 1850 — 8 ноября 1933), жена с 1874 года своего двоюродного брата, Уильяма Уолдегрейва, 9-го барона Уолдегрейва (1851—1930)
- Леди София Матильда Палмер (14 ноября 1852 — 28 октября 1915), названная в честь её двоюродной бабушки, принцессы Софии Матильды Глостерской[7], писательница. В 1903 году вышла замуж за Амабле Шарля Франка, графа де Франквиля (1840—1919)[7][8]
- Леди Сара Уилфреда Палмер (3 октября 1854 — 4 октября 1910), жена с 1883 года троюродного брата Джорджа Турнея Биддульфа, сына политика Роберта Биддульфа.
- Уильям Уолдегрейв Палмер, 2-й граф Селборн (17 октября 1859 — 26 февраля 1942), видный политик-юнионист.

Леди Селборн умерла в апреле 1885 года. Лорд Селборн пережил её на десять лет и умер в мае 1895 года в возрасте 82 лет.

## Публикации
- Palmer, Roundell. A Defence of the Church of England Against Disestablishment. — 1. — London, November 1886. 2nd ed. (London, December 1886), 3rd ed. (London, March 1887), 4th ed. (London, February 1888)
- Palmer, Roundell. Ancient facts and fictions concerning churches and tithes. — London; New York : Macmillan, 1888.
- Selborne Memorials (London, 1896-98)
  - Palmer, Roundell. Memorials. Part 1, Family and personal, 1766–1865.. — London; New York : Macmillan, 1896. — Vol. I.
  - Palmer, Roundell. Memorials. Part 1, Family and personal, 1766–1865.. — London; New York : Macmillan, 1896. — Vol. II.
  - Palmer, Roundell. Memorials, Part II. Personal and Political. — London; New York : Macmillan, 1898. — Vol. I.
  - Palmer, Roundell. Memorials, Part II. Personal and Political. — London; New York : Macmillan, 1898. — Vol. II.